# Ajustement de valeur de crédit
L'ajustement de valeur de crédit ou CVA (de l'anglais Credit Valuation Adjustment) est une méthode de valorisation des produits dérivés financiers pour tenir compte des événements de crédit, dont le défaut fait partie.

## Définition
Le CVA est défini, au niveau d'un portefeuille ou d'un contrat, comme la différence entre la valorisation sans risque et la valorisation qui tient compte de la probabilité de défaut. Calculer le CVA sous-entend une modélisation du risque de défaut préalable.

## Formule mathématique de la CVA unilatérale
{\displaystyle \mathrm {CVA} (T)=\int _{0}^{T}E^{Q}\left[LGD{\frac {B_{0}}{B_{t}}}E(t)|t=\tau \right]d\mathrm {PD} (0,t)}
Où
- E(t) représente l'exposition dans le temps,
- T représente l'horizon considéré (en général 1 an),
- {\displaystyle \mathbb {E} } représente l'espérance mathématique,
- LGD le loss given default,
- PD(t) la fonction de probabilité de défaut,
- {\displaystyle \tau } est la date de défaut,
- {\displaystyle {B_{t}}} est la valeur à t d'1 euro investi aujourd'hui.

## Exposition, indépendance du risque de défaut
Dans la formule suivante, l'exposition est supposée indépendante de la probabilité de défaut:
{\displaystyle \mathrm {CVA} =LGD\int _{0}^{T}\mathrm {EE} ^{*}(t)~d\mathrm {PD} (0,t)}
Avec
{\displaystyle \mathrm {EE} ^{*}(t)=\mathbb {E} \left\lbrack {{\frac {B_{0}}{B_{t}}}~E(t)}\right\rbrack }
En pratique, certains dérivés ne respectent pas cette condition et peuvent au contraire présenter une très forte corrélation entre l'exposition et la probabilité de défaut. C'est le cas par exemple d'un contrat d'échange entre une banque et un producteur de pétrole où la banque reçoit un montant fixe et paye un montant variable correspondant au prix du pétrole : si le prix chute, le risque de défaut augmente parallèlement à l'exposition. Dans ce cas précis, le défaut interviendrait très probablement dans une situation où la valeur de marché serait fortement en faveur de la banque, ce qui engendrerait une perte très importante pour cette dernière (on parle[Qui ?] de Wrong Way Risk[style à revoir]).